# Богиня

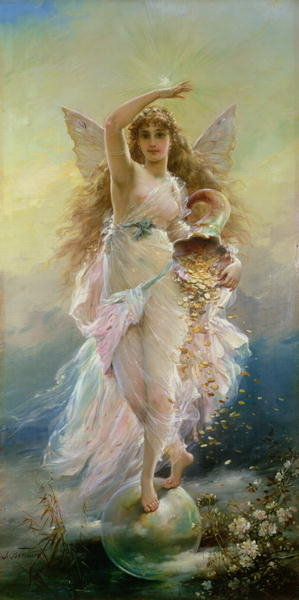
Фортуна, древнеримская богиня удачи

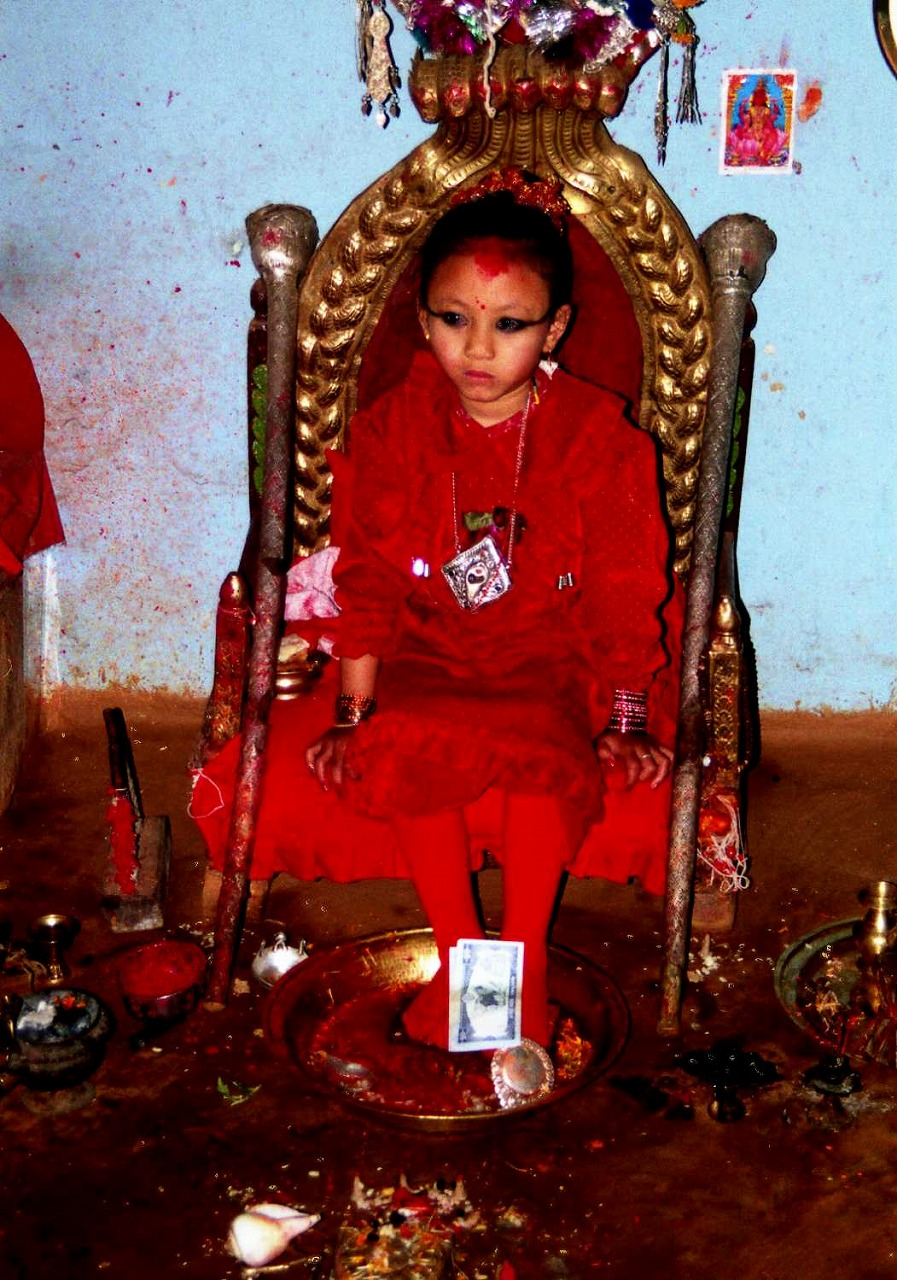
Непальской девочке, периодически избираемой, поклоняются как живой богине Кумари

Боги́ня — женское божество, в отличие от мужского божества, которое называется бог. Богини присутствуют во многих культурах. Наиболее часто богини являются частью политеистических систем, включающих в себя несколько божеств. В различных культурах в пантеоны могут включать как бога, так и богиню, а в некоторых случаях и двуполых богов.
В древней и в современной культурах символизм половых различий божеств порождает массу толкований. Первенство монотеистической или близкой к тому богини защищается современными сторонниками матриархизма и пантеизма как оженствленная версия религиозного учения по аналогии с учением о Боге Авраама. В феминистском богословии Бог Авраама воспринимается как основа патриархальной идеи превосходства в противоположность «женским концепциям».
Наиболее важная роль среди женских божеств в некоторых традиционных религиях отводится Богине-матери. Среди некоторых дуалистических религий, таких как викка, почитаются равные богиня и бог:382. Однако существуют феминистские направления викки, в которых почитается исключительно Триединая богиня:41—42.

## Общие соображения

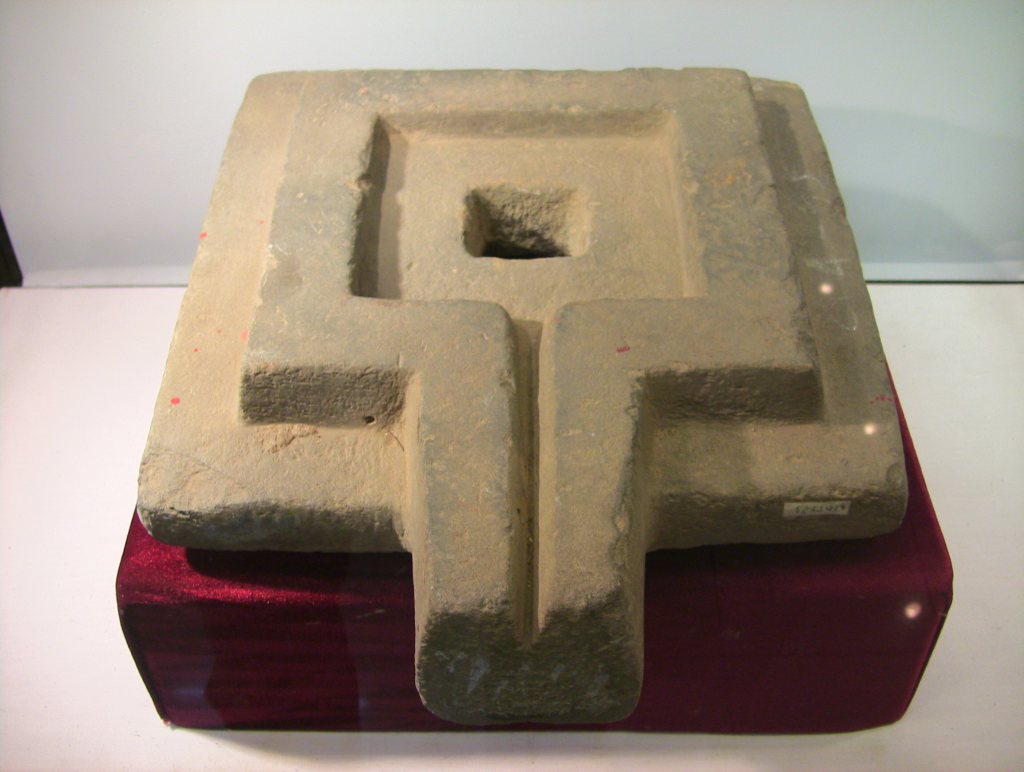
Сакральное изображение йони — женского полового органа. Вьетнам

В природе различных богинь следует различать божественное вообще и собственно женственную божественность. Богини присутствуют во всех культурах. Сравнительный анализ элементов культа богини в различных культурах мира свидетельствует о некотором единообразии представлений о женском божестве и его функциях. Женские божества, почитаемые в разных регионах мира, объединяет то, что все они изначально являются олицетворением природы и ассоциируются с источником животворящей силы, способствующей приумножению растительного и животного мира, продлению человеческого рода (культ плодородия).
В то же время образы локальных женских божеств чрезвычайно разнообразны и наделены самобытными, неповторимыми чертами. Вероятно образ Богини-матери как начала мира первичен относительно бога. При раскопках стоянок эпохи палеолита, городов Индской цивилизации и других мест были найдены многочисленные женские фигурки (палеолитические Венеры и др.) и рисунки, изображающие богинь-матерей, а также сакральные изображения женского полового органа (санскр. йони).

## Религии народов Сибири и Севера
В политеистических религиях народов Сибири и Севера богини обычно имеют образ матерей (хозяек) природы: мать-огонь, мать-земля (у ненцев — «Я-небя») и т. д., но могут именоваться и собственно богинями, пример, якутские Айыысыт и Иэйиэхсит. Другой распространенный образ — духи-покровительницы шаманов, избирающие и являющиеся им в виде женщин.

## Индоевропейские религии

### Дхармические (индийские) религии

#### Индуизм

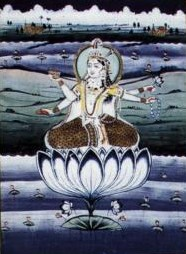
Лалита, или Трипурасундари — индуистская богиня трех миров

Индуистское почитание богини, в частности богини-матери (Деви), восходит к древней протоиндийской цивилизации. В городах Мохенджо-Даро, Хараппа было найдено множество археологических предметов в виде женских фигурок из глины и рисунков богинь-матерей, дающих плодородие. Древние земледельцы также ассоциировали богиню с плодоносящими деревом; их семантическое сближение запечатлено в нескольких протоиндийских изображениях (в частности, богиня под аркой с листвой, в растительной короне, в развилке священного дерева ашваттха). Образ богини у дерева имел космологический характер и соотносился с древними фундаментальными представлениями об устройстве мира.
В период формирования индуизма как пуранической религии Деви вошла в пантеон как супруга Шивы. В благожелательном аспекте богиню именовали Амма («Мать»), Парвати («Дочь гор»), Сати («Добродетельная»), Гаури («Белая»), Аннапурна («Дарительница пищи»), а в устрашающем — Кали («Чёрная»), Чанди («Свирепая»), Дурга («Неприступная»).
Индуизм — это совокупность различных систем верования, которые придерживаются мнения множественности богов и богинь, представленных и/или происходящих от одного источника, Брахмана, понимаемого как бесформенная, бесконечная, безличная монада в традиции Адвайта-веданты или как двойственный бог в виде Лакшми-Вишну, Радха-Кришна, Деви-Шива в традициях Двайта-веданты. Почитатели богини Шакти приравнивают её к Деви, богине-матери. Подобные взгляды об одном боге с мужским началом (Шактиман) и женской энергией (Шакти), воспринимаемых как цельная пара, часто рисуют в воображении богов-мужчин и их жён или супруг и дают много аналогий с пассивной мужской приземлённостью и динамичной женской энергичностью. Например, Брахма в партнёрстве с Сарасвати, Шива партнер Парвати, которая позднее представлялась как одна из аватар (реинкарнаций): Сати, Дурга и Кали. Все богини в индуизме иногда группируются в одну великую богиню Деви.
Дальнейшим шагом была идея, позаимствованная из культа Шакти. Эта идея по большей части основывалась на тантрах, представляющих Шакти первопричиной энергии всех божественных функций, таких как проявление мужественности в зависимости от женственности. Действительно, в известных манускриптах, известных как Деви-махатмья, все богини показаны как разные стороны одной контролирующей женской силы, дающей миру и космосу побуждающую энергию движения. Извлечения из философских трактатов и метафор говорят, что мужские возможности лучше работают под женским руководством. Местные божества в различных сельских областях Индии часто отождествляют с «основным направлением» индуистских богов, это процесс назвали «санскритизацией». Другие приписывают это влиянию монизма или Адвайта, которые обесценивают политеистическую или моноистическую категоризацию.
Пока монисты навязывают превосходство для разделения некоторых богинь (в общей сложности несколько тысяч имён богини), сторонники других точек зрения также добиваются результата, навязывая превосходство новых богинь и ритуалов людям в разных частях индуистского мира. Таким образом стала пользоваться большой популярностью богиня Дурга, бывшая доведической богиней, которая затем слилась с Парвати, — процесс, который может быть отслежен в текстах подобных писаниям Калика-пурана (X в.), «Durgabhaktitarangini» (автор Vidyapati, XV в.), «Чандимангал» (XVI в.) и др.

#### Джайнизм
Джайнизм признает, что существует особая категория «блуждающих» божеств — якши. Якша — божество мужского рода, а якшиня — женского. Несмотря на то, что они наделены высшими силами, якши также блуждают в цикле рождений и смертей, как и большинство обыкновенных душ. Женские и мужские пары присутствуют и в других категориях божеств.

#### Буддизм

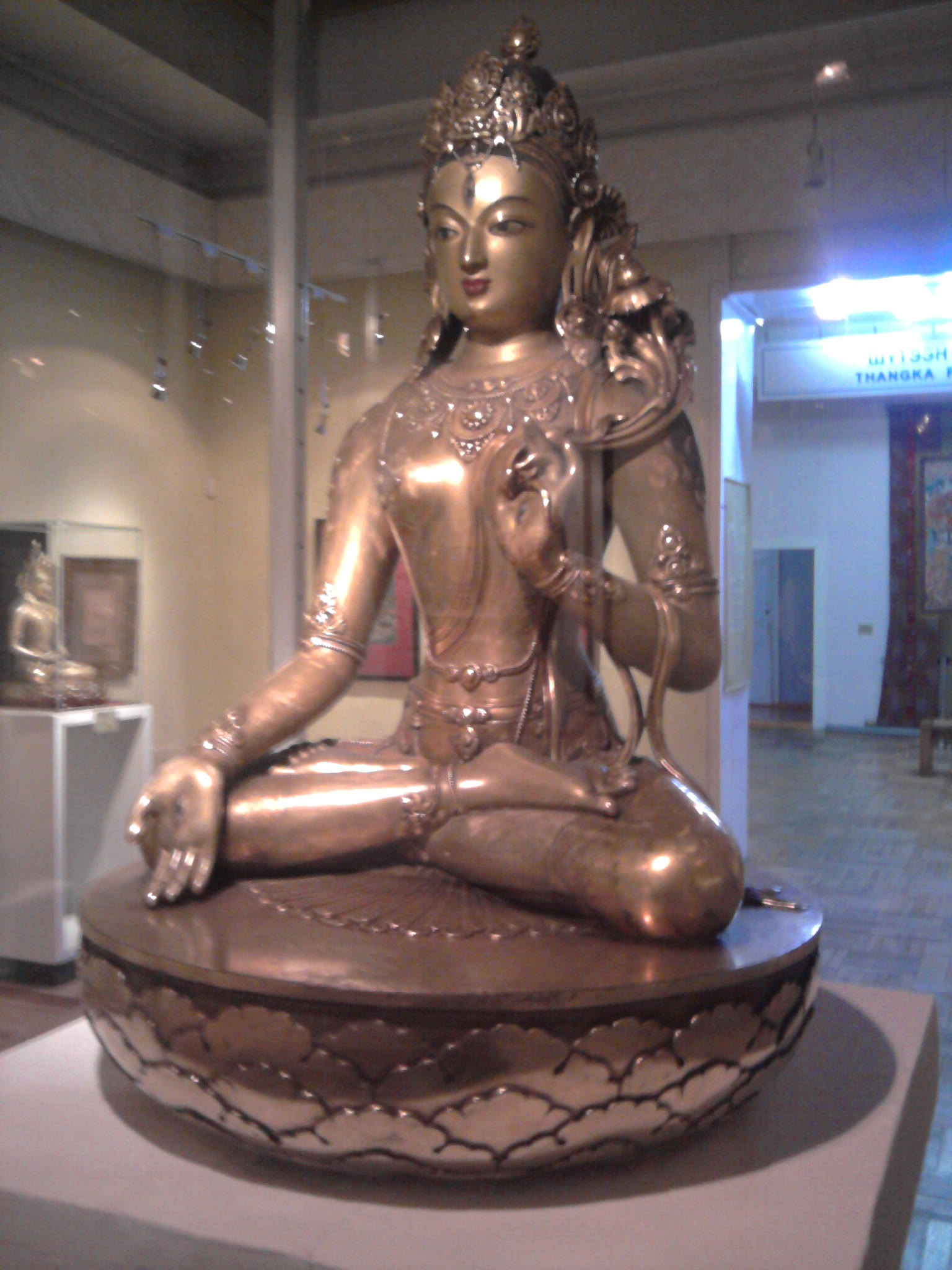
Белая Тара. Монголия, XVII век

В Тибете, Непале и Монголии широко почитается буддийская богиня-спасительница Тара, женский эквивалент бодхисаттвы Авалокитешвары. Буддийский пантеон включает множество божеств женского рода.

#### Сикхизм
Основа веры сикхизма — это то, что Бог существует как реальное существо, но оно не имеет пола. Сикхские манускрипты описывают Бога как Отца и Мать, подобно следующему:

Бог — это мой Защитник, моя Мать и Отец. Размышляй помня о Нём, я не терплю скорби.— Гуру Грантх Сахиб. С. 1183.
Поэтому понятие богини, несмотря на то, что оно обычно не упоминается сикхами, хранится в соответствии с библейскими текстами и придерживается полноценного понятия Бога.

### Зороастризм
Одной из семи ипостасей Благого Бога зороастризма Ахура-Мазды является «Аша-Вахшита» (Непорочная Истина). А среди язатов (ангелов) выделяется «Аредви Сура Анахита» (покровительница вод). Силы зла представлены противоположными духами.

### Греко-римская религия

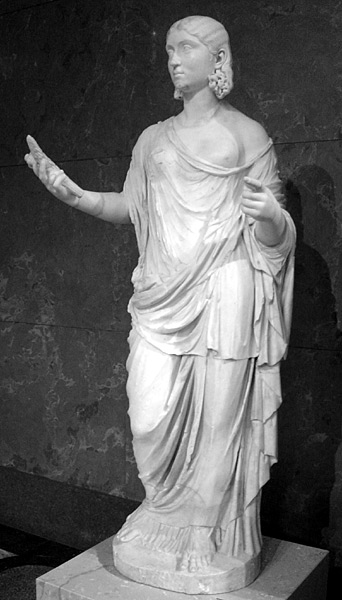
Статуя Цереры, древнеримской богини земледелия

Один из наиболее древних религиозных культов Древней Греции — почитание богини плодородия, связанное с представлением о женском созидательном начале. Культ богини Деметры был тесно связан с представлением о круговороте жизни и смерти в природе. Имя Деметра буквально означало «Мать-земля», что указывало на её функции в качестве богини земледелия и плодородия. Близкая к восточным богиням, дарующим плодородие, была Афродита, которая в греческой религии превратилась в богиню любви, жизни и вечной весны. В XII—XI веках до н. э. культ Богини-матери сменился почитанием патриархального владыки Посейдона.
В ходе развития древнегреческих религиозных воззрений сложился пантеон из 12 олимпийцев (6 богов и 6 богинь). Из богинь в него входили:
- Артемида — богиня Луны, покровительница животных и охоты;
- Афина — богиня мудрости и справедливой войны;
- Афродита — богиня любви и красоты;
- Гера — покровительница брака, помогающая женщинам;
- Гестия — богиня домашнего очага;
- Деметра — богиня плодородия и земледелия, защитница замужних женщин.

### Кельтская религия
- Агрона, богиня раздора и войны
- Бригита
- Матрона
- Морриган
- Сулис

### Германское язычество

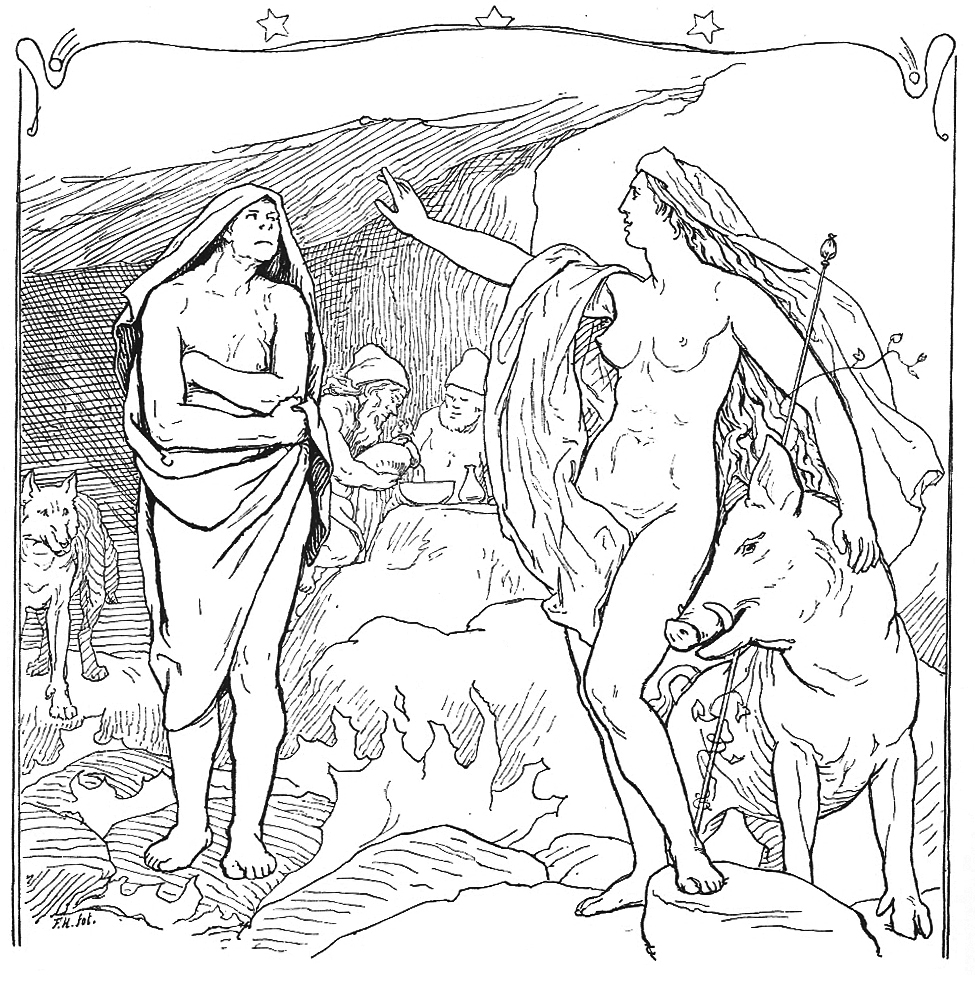
Богиня Фрейя и её вепрь Хильдисвини встречаются с прорицательницей Хюндлой. Рис. Л. Фролиха (1895)

Сохранившиеся записи местного немецкого и норвежского язычества содержат многочисленные рассказы и упоминания о богинях.
- Фрейя
- Фригг
- Фулла
- Гна
- Гулльвейг
- Хель
- Глин
- Идун
- Нанна
- Нертус
- Норны
- Нотт
- Скади
- Соль

### Славянская религия
Среди основных персонажей древнеславянского языческого пантеона была Мокошь — богиня плодородия, урожая, земли, дарующей жизнь растениям.
Кроме уровня богинь у славян существует представление о различных женских духах. Таковы русалки и сходные с ними богинки и берегини, полудницы и ночницы, Мара, Кикимора, Баба-яга, Кострома и другие персонажи.

## Азиатские религии

### Синтоизм
В Японии, с полным переходом политической власти в руки императора в XIX веке, возникло религиозное представление о его связанности с синтоистской богиней Аматэрасу. Она считалась владычицей Солнца, самой могущественной ками, прародительницей императорского рода и японской нации.

## Авраамические религии

### Иудаизм
Древние евреи верили не только в патриархального Бога ортодоксальной храмовой религии, но и в неофициальных женских божеств, таких как Лилит и Шхина, во многом общих с верованиями других семитских народов.

### Христианство

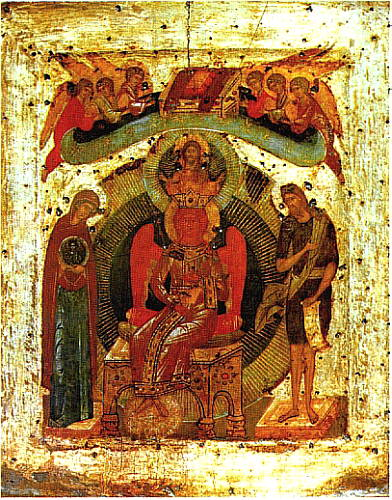
София — Премудрость Божия (новгородская). Икона 2-й пол. XVI в.

В ряде раннехристианских гностических общин существовало представление о Святом Духе как женской ипостаси Троицы. Под влиянием древнегреческой философии в христианстве сложилось учение о Софии — связующем звене меж Богом и миром. Широко распространен культ Богородицы и женщин-святых.

### Ислам
Бо́льшая часть населения Аравийского полуострова до насаждения ислама была языческой. В аравийском пантеоне известны такие богини, как аль-Узза, Аллат и Манат — богиня, персонифицирующая неотвратимость судьбы.
В некоторых странах исламского мира до сих пор бытуют обычаи и обряды, восходящие к архаичному культу богини плодородия, которые эволюционировали под влиянием ислама, приобрели новую форму и воспринимаются местным мусульманским населением как исламская традиция. Например, в Средней Азии с приходом и утверждением ислама в качестве государственной религии в VII веке, культ женского божества полностью не исчез, а трансформировался в культ женских святых (Биби-Сешанби, Биби-Мушкилькушо, Хуркыз и др.). Некоторые черты, свойственные женскому божеству плодородия угадываются и в женских персонажах местного пандемониума (Албасты, Момо и др.). У народов, исламизированных позднее, до сих пор почитаются женские божества доисламского происхождения (у казахов и киргизов — богиня Умай, у калашей Афганистана — богини Дизани, Сюльмеч и др.).

## Феминистская теология

Даосская монада, изображающая концепцию Инь-Ян, женского и мужского начала

Начиная с первой волны феминизма в США, есть заинтересованность в анализе существующих религий как доктрины и практики дискриминации женщин. Феминистская реформа религии отрицает патриархальное прочтение слова «бог» и видит большую роль женщин в религиозных истории и современной практике. Есть всё большее число людей, которые идентифицируют себя с христианами или евреями и при этом пытаются интегрировать изображения богини в их религии.
С 1970-х годов многие женщины вышли из христианских церквей и объединились в различные группы, возрождающие поклонение древним великим богиням. С 1974 по 1984 год в США выходил журнал «WomanSpirit», где публиковались статьи, поэзия, ритуалы женщин, изучались идеи и чувства по поводу женского божества; примерно в то же время начал издаваться и продолжает непрерывно выпускаться до настоящего времени аналогичный журнал «The Beltane Papes». В ряде книг разработана радикальная феминистская теология. Примерами неоязыческих феминистских объединений, возникших на Западе, являются дианическая викка; Реформированная Конгрегация Богини, международная (RCG-I) и другие.
Многие из феминистских теологов исповедуют культ Триединой Богини, начало которому положили популярные книги Р. Грейвса «Белая богиня» и М. Гимбутас «Старая Европа». Совокупность всех современных религиозных объединений, практикующих преимущественно поклонение Богине, именуется «Движением Богини».